# Abdou Thiam
Abdou Thiam (Dakar, Senegal, 13 de agosto de 1998), es un baloncestista de nacionalidad senegalesa que juega en la posición de pívot en las filas del Club Basquet Coruña de la Primera FEB.

## Carrera deportiva
La ilusión de Abdou era ser jugador profesional de baloncesto y se le ocurrió que la mejor forma de promocionarse era publicando un video en Youtube donde se mostraba realizando mates en una canasta en Dakar. Su vídeo no pasó desapercibido y recibió llamadas de diferentes equipos europeos, recalando finalmente en Canarias, donde tras un corto periplo aterrizó en Betanzos. 
Llegó desde Senegal con 18 años y durante 3 temporadas formaría parte del Santo Domingo de Betanzos en liga EBA, donde además de mejorar sus condiciones técnicas y tácticas se volcaron en fortalecer su imponente físico (a su llegada pesaba solo 86 kilogramos y media 2.11 metros).
Durante la temporada 2018-19 en Liga EBA, el jugador senegalés promedió 30 minutos de juego en los que anotó 17.6 puntos y capturó 14.3 rebotes para una valoración media de 29 puntos. 
En junio de 2019, el Leyma Coruña anuncia el fichaje del pívot senegalés para sus filas en la temporada 2019/2020.
El 6 de agosto de 2021, firma por el Juaristi ISB de la Liga LEB Oro.
El 21 de julio de 2022, firma por el Club Baloncesto Tizona de la Liga LEB Plata.
El 3 de julio de 2025, firma por el Club Basquet Coruña de la Primera FEB.